# Gonzalo Restrepo Restrepo
Gonzalo Restrepo Restrepo (Urrao, Colômbia, 8 de agosto de 1947) é um ministro colombiano e arcebispo católico romano emérito de Manizales.
Gonzalo Restrepo Restrepo foi ordenado sacerdote pela Arquidiocese de Medellín em 1º de junho de 1974.
Em 12 de dezembro de 2003, o Papa João Paulo II o nomeou Bispo Auxiliar de Cali e Bispo Titular de Munatiana. O arcebispo de Medellín, Alberto Giraldo Jaramillo PSS, o consagrou bispo em 11 de fevereiro do ano seguinte. Os co-consagradores foram o Núncio Apostólico na Colômbia, Beniamino Stella, e o Arcebispo de Cali, Juan Francisco Sarasti Jaramillo CIM.
Papa Bento XVI nomeou-o Bispo de Girardota em 11 de julho de 2006.
Em 16 de julho de 2009 foi nomeado Arcebispo Coadjutor de Manizales. A posse ocorreu em 7 de outubro do mesmo ano.
Com a renúncia por motivos de saúde de Fabio Betancur Tirados em 7 de outubro de 2010, ele o sucedeu como Arcebispo de Manizales. Em 6 de janeiro de 2020, o Papa Francisco aceitou a renúncia de Gonzalo Restrepo Restrepo.